# ニュースいわて845
『ニュースいわて845』（ニュースいわてはちよんご）は、NHK盛岡放送局で放送されている平日夜の『NHKニュース』の岩手ローカルニュース番組である。盛岡局のその日の最終ローカルニュースとなる。旧題は『NHKニュース845いわて』。

## 放送時間
- 月曜日 - 金曜日 20:45 - 21:00（JST）
  - 祝日及び年末年始は休止し、20:55 - 21:00に仙台から東北6県向けの「ニュース・気象情報」を放送する（12月31日を除く）。
  - 尚、ゴールデンウィーク・お盆期間などは当番組が休止し、代わりに仙台から「東北地方のニュース・気象情報」のタイトルで臨時ネットする。

## 放送内容
- 基本的には放送時点で盛岡放送局に入ってきたニュースを伝えるが、多くは18時台の「おばんですいわて」で放送したニュースをピックアップし、VTRとして使用するため、当番組のキャスターがニュースの題目を読み上げた後は、「おばんですいわて」キャスターがナレーションをする形である。「おばんですいわて」の特集コーナーを事実上再放送することもある。
- 東北地方の他5放送局とニュース素材交換をしており、番組後半で他県のニュース（季節の話題など）を短く伝えている。
- 最後に天気予報を伝え、終了後はステブレレスで『ニュースウオッチ9』に接続する[1]。
- 2021年3月末のリニューアル（スタジオ改装含む）で、表示上のタイトルを「岩手NEWS845」に改めたが、NHKの番組表では引き続き「ニュースいわて845」と表記される[2]。

## キャスター
- 基本的に、NHK盛岡放送局のアナウンサーが原則として交替で担当する。『おばんですいわて』のメインキャスターが同番組担当後、本番組を担当することもある。
- 2022年度は、火曜は佐々木芳史が固定で、水曜は中條奈菜花または中嶋栞が交代で担当[3]であった。2023年度は、月 - 木を盛岡放送局のアナウンサーが交替で担当し、金曜を2023年度7月以降は、原則、川村もなみが固定で担当する。まれに人員不足やスポーツ関連のイベント等でアナウンサーが動員されている場合は、金曜以外の曜日も川村や他の契約キャスターが担当することもある。
- また仙台局より応援で派遣されたアナウンサーが担当することもある[4]。
  - 黒澤太朗（2022年度採用の新人で、2023年度より盛岡局へ異動） - 2022年7月19日、21日[5]
  - 丹沢研二 - 2022年8月28日
  - 深澤健太 - 2022年9月27日、11月15日
  - 松野靖彦 - 2023年7月27日
  - 西尾文花（2023年度採用の新人） - 2023年8月24日